# 비디오 게임 라이브 스트리밍
비디오 게임 라이브 스트리밍(영어: video game live streaming)은 카메라와 라이브 스트리밍 기술을 사용해, 비디오 게임 실행 영상을 온라인 접속 중인 시청자에게 실시간으로 전송하는 것이다.
인기 있는 게임 스트리머들은 최근 게임 마케팅의 한 축으로 떠오르고 있다. 크래프톤(구 블루홀)의 배틀그라운드는, 대규모 광고도, 대대적인 e스포츠 리그도, PC방 마케팅도 아닌 개인 스트리머들의 입소문을 통해 성공하였다. 인기 스트리머들은 직접 게임을 함께 하면서 시청자들과 소통하기 때문에 게임과 아무런 관련이 없는 연예인들이 나오는 광고보다 더욱 친근감을 느끼게 된다. 스트리머들은 솔직하고 전문적인 게임 리뷰를 시청자들에게 제시하기 때문에, 이용자들이 해당 게임을 구매하기 전 게임의 퀄리티를 비교적 정확하게 파악해볼 수 있다.

## 같이 보기
- 인터넷 방송인
- 인터넷 방송
- 소프트웨어 영상 믹서